# Cirurgia ocular
A cirurgia ocular, também conhecida como cirurgia oftálmica, é uma cirurgia realizada no olho ou em suas estruturas anexas. A cirurgia ocular faz parte da oftalmologia e é realizada por um oftalmologista ou cirurgião ocular. O olho é um órgão frágil e requer o devido cuidado antes, durante e depois de um procedimento cirúrgico para minimizar ou evitar danos adicionais. O cirurgião ocular é responsável por selecionar o procedimento cirúrgico apropriado para o paciente e por tomar as precauções de segurança necessárias. Menções à cirurgia ocular podem ser encontradas em vários textos antigos que datam de 1800 a.C., com o tratamento da catarata começando no século V a.C. Ela continua a ser uma classe de cirurgia amplamente praticada, com várias técnicas desenvolvidas para o tratamento de problemas oculares.

## Preparação e precauções
Uma vez que o olho é intensamente irrigado por nervos, a anestesia é essencial. A anestesia local é a mais comumente utilizada. A anestesia tópica, usando gel tópico de lidocaína, é frequentemente empregada para procedimentos rápidos. Uma vez que a anestesia tópica exige a cooperação do paciente, a anestesia geral é frequentemente usada em crianças, lesões oculares traumáticas ou orbitotomias significativas, e para pacientes apreensivos. O médico que administra a anestesia, ou um enfermeiro anestesista ou assistente de anestesia com experiência em anestesia ocular, monitora o estado cardiovascular do paciente. Precauções estéreis são tomadas para preparar a área para a cirurgia e reduzir o risco de infecção. Essas precauções incluem o uso de antissépticos, como iodopovidona, e aventais, trajes e luvas estéreis.

## Cirurgia a laser nos olhos
Embora os termos "cirurgia a laser nos olhos" e "cirurgia refrativa" sejam comumente usados como se fossem intercambiáveis, isso não é o caso. Os lasers podem ser usados para tratar condições não refrativas (por exemplo, para selar uma ruptura na retina). A cirurgia a laser nos olhos ou cirurgia corneana a laser é um procedimento médico que utiliza um laser para remodelar a superfície do olho a fim de corrigir a miopia (visão de perto), hipermetropia (visão de longe) e astigmatismo (curvatura irregular da superfície do olho). Importante destacar que a cirurgia refrativa não é compatível com todos, e em algumas ocasiões as pessoas podem descobrir que ainda necessitam de óculos após a cirurgia.
Desenvolvimentos recentes também incluem procedimentos que podem alterar a cor dos olhos de marrom para azul. Antes de prosseguir com a cirurgia a laser, o especialista ocular precisa certificar-se de que o paciente é um candidato adequado para a cirurgia, e há vários fatores a serem considerados antes de realizar a cirurgia a laser.

## Cirurgia de catarata

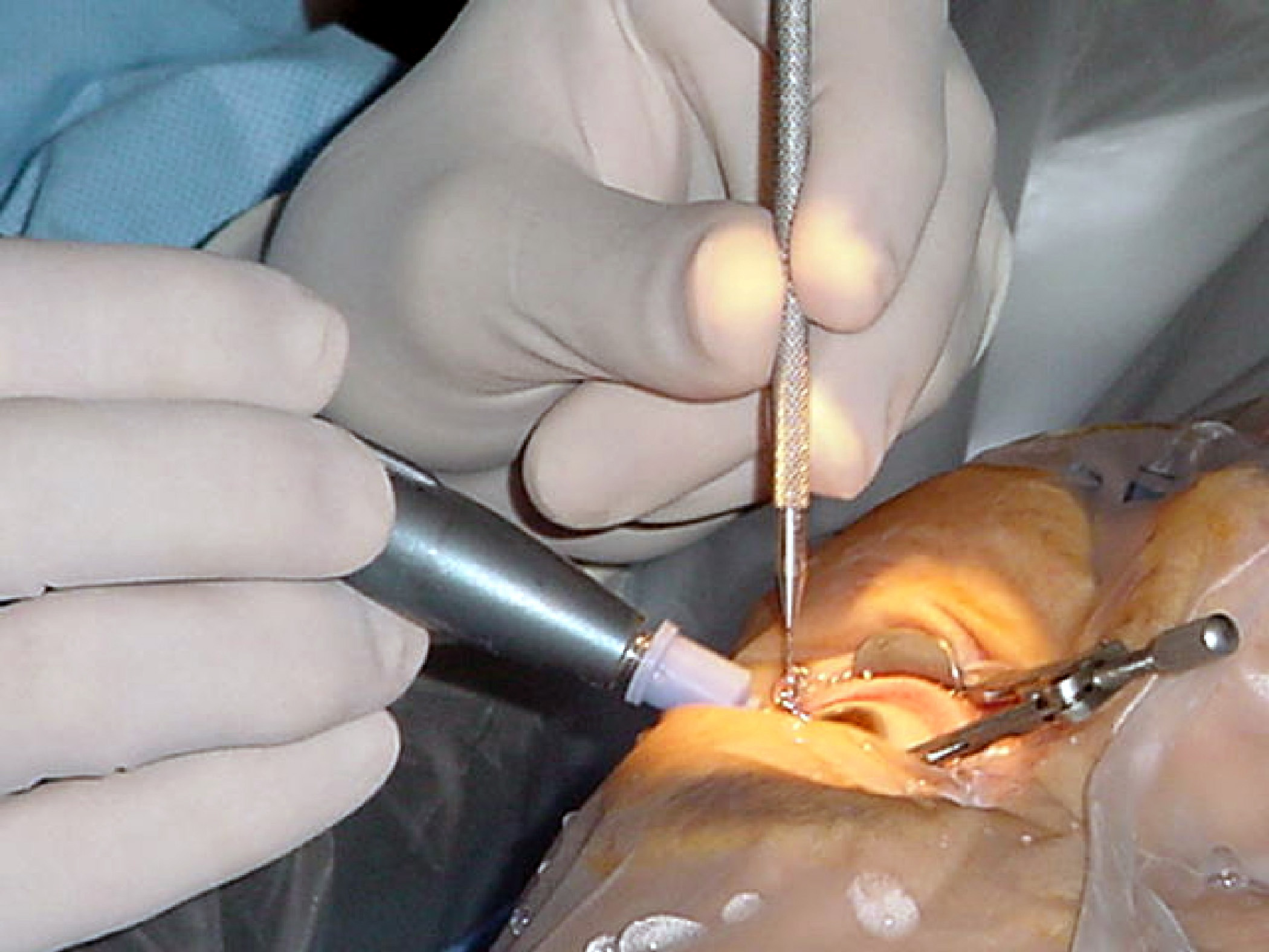
A cirurgia de catarata, utilizando uma sonda de facoemulsificação de abordagem temporal (na mão direita) e um "chopper" (na mão esquerda), é realizada sob um microscópio cirúrgico em um centro médico naval.

Uma catarata é uma opacificação ou turvação do cristalino do olho devido ao envelhecimento, doença ou trauma, que normalmente impede que a luz forme uma imagem nítida na retina. Se a perda visual for significativa, a remoção cirúrgica da lente pode ser necessária, sendo a potência óptica perdida geralmente substituída por uma lente intraocular de plástico. Devido à alta prevalência de cataratas, essa extração é a cirurgia ocular mais comum. Repouso após a cirurgia é recomendado.

## Cirurgia de glaucoma
O glaucoma é um grupo de doenças que afeta o nervo óptico, resultando na perda de visão e frequentemente caracterizado pelo aumento da pressão intraocular. Existem muitos tipos de cirurgias de glaucoma, e variações ou combinações desses tipos podem facilitar a saída do humor aquoso em excesso do olho, diminuindo a pressão intraocular, e algumas delas a reduzem ao diminuir a produção de humor aquoso.

### Canaloplastia
A canaloplastia é um procedimento avançado e não penetrante projetado para melhorar o fluxo através do sistema de drenagem natural do olho, proporcionando uma redução sustentada da pressão intraocular. A canaloplastia utiliza a tecnologia de microcateter em um procedimento simples e minimamente invasivo. Para realizar uma canaloplastia, um oftalmologista faz uma pequena incisão para ganhar acesso a um canal no olho. Um microcateter circunavega o canal ao redor da íris, ampliando o canal de drenagem principal e seus canais coletores menores através da injeção de um material estéril semelhante a um gel chamado viscoelástico. O cateter é então removido e um ponto é colocado dentro do canal e apertado. Ao abrir o canal, a pressão dentro do olho pode ser reduzida.

## Cirurgia refrativa
A cirurgia refrativa tem como objetivo corrigir erros de refração no olho, reduzindo ou eliminando a necessidade de lentes corretivas.
- A ceratomileuse é um método de remodelação da superfície corneana para alterar seu poder óptico. Um disco da córnea é removido, rapidamente congelado, retificado em um torno e depois devolvido ao seu poder original.

- Ceratomileuse local assistida por laser (LASIK).[13]
- Ceratomileuse subepitelial assistida por laser (LASEK), também conhecido como Epi-LASIK.
- Ceratectomia fotorrefrativa.[14]
- Ceratoplastia térmica a laser.
- Ceratoplastia condutiva usa ondas de radiofrequência para contrair o colágeno corneano. É usado para tratar hipermetropia leve a moderada.[13]
- Incisões relaxantes limbares corrigem astigmatismo leve.
- Ceratotomia astigmática, ceratotomia arqueada ou ceratotomia transversal.
- Ceratotomia radial.
- Ceratotomia hexagonal.
- Epiceratofacia é a remoção do epitélio corneano e a substituição por um botão corneano torneado.[15]
- Anéis intracorneanos ou segmentos de anel corneano.
- Lentes de contato implantáveis.
- Reversão de presbiopia.
- Esclerotomia anterior ciliar.
- Cirurgia de reforço escleral para a mitigação de miopia degenerativa.
- Extração lenticular com pequena incisão.

## Cirurgia da córnea
A cirurgia da cornea inclui a maioria das cirurgias refrativas, bem como:
- Cirurgia de transplante de córnea é usada para remover uma córnea nublada/doente e substituí-la por uma córnea doadora clara.[15]
- Ceratoplastia penetrante
- Ceratoprótese.
- Ceratectomia fototerapêutica.[16]
- Excisão de pterígio.
- Tatuagem corneana.
- Osteo-odontoceratoprótese é uma cirurgia na qual é criado suporte para uma córnea artificial a partir de um dente e do osso da mandíbula circundante.[17] Este é um procedimento ainda experimental usado em pacientes com olhos gravemente danificados, geralmente devido a queimaduras.[18]
- Cirurgia de mudança de cor dos olhos através de um implante de íris, conhecido como Brightocular, ou a remoção da camada superior do pigmento ocular, conhecido como procedimento estroma.[19]

## Cirurgia vitreorretiniana
A vitreorretiniana inclui:
- Vitrectomia.[20]

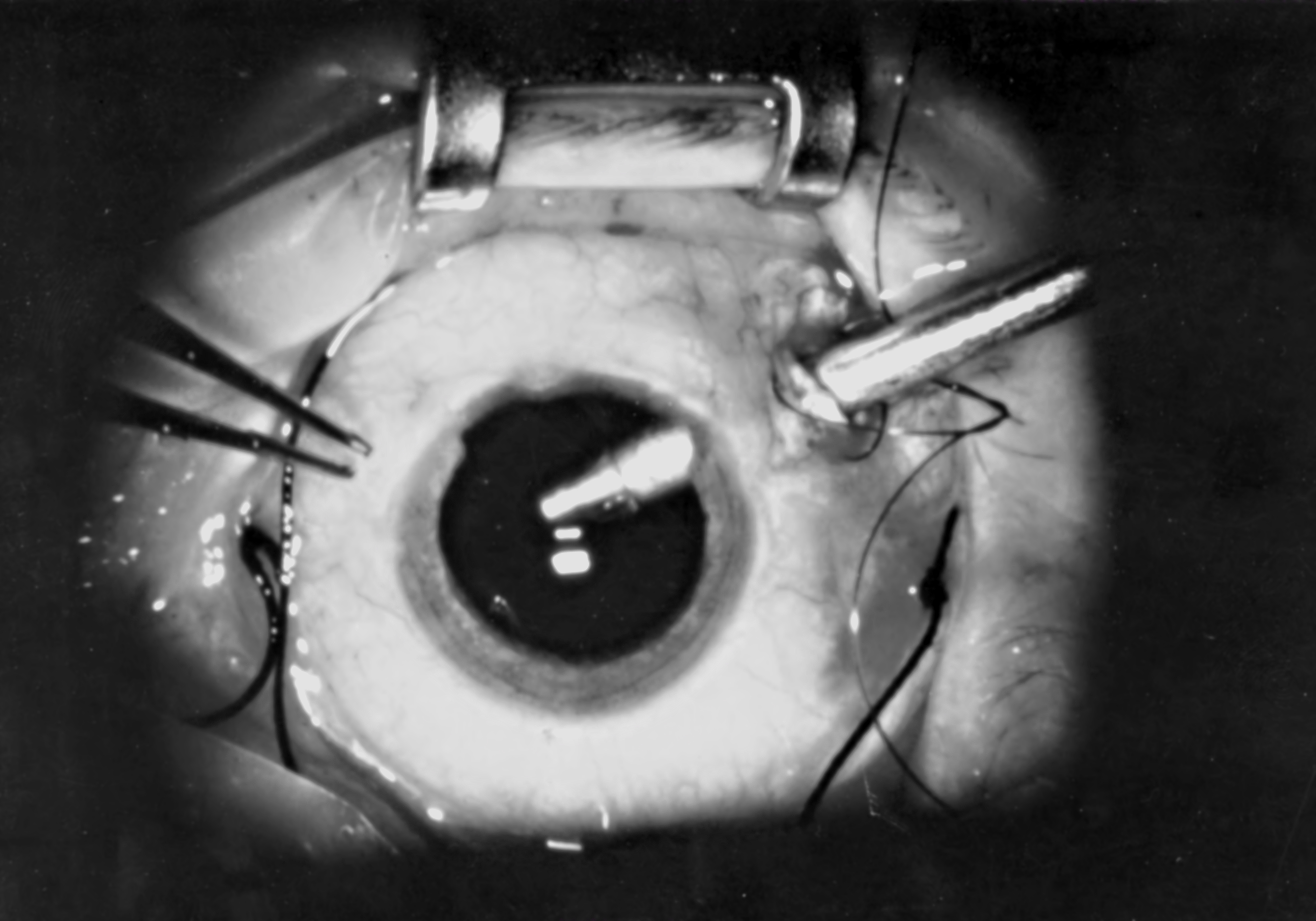
Vitrectomia.

  - Vitrectomia anterior é a remoção da porção frontal do tecido vítreo. É usada para prevenir ou tratar a perda vítreo durante cirurgias de catarata ou córnea, ou para remover o vítreo deslocado em condições como a pupila bloqueada por afacia.
  - Vitrectomia via pars plana ou vitrectomia posterior via pars plana é um procedimento para remover opacidades vítreas e membranas através de uma incisão da pars plana. Frequentemente é combinada com outros procedimentos intraoculares para o tratamento de grandes descolamentos retinianos, descolamentos tracionais da retina e descolamentos vítreos posteriores.
- Fotocoagulação pan-retiniana é um tipo de terapia de fotocoagulação usada no tratamento da retinopatia diabética.[21]
- Reparo de descolamento de retina.
  - Ignipunctura é um procedimento obsoleto que envolve a cauterização da retina com um instrumento muito quente e pontiagudo.[22]
  - Uma fivela escleral é usada no reparo de um descolamento de retina para indentar ou "amarrar" a esclera para dentro, geralmente costurando uma peça de esclera preservada ou borracha de silicone em sua superfície.[23]
  - Fotocoagulação a laser, ou terapia de fotocoagulação, é o uso de um laser para selar uma ruptura retiniana.[21]
  - Retinopexia pneumática.
  - Criopexia retiniana, ou crioterapia retiniana, é um procedimento que usa frio intenso para induzir uma cicatriz coriorretiniana e destruir tecido retiniano ou coriorretiniano.[24]
- Reparo de buraco macular.
- Esclerouvectomia lamelar parcial.[25]
- Esclerocicloquoroidectomia lamelar parcial.
- Escleroquoroidectomia lamelar parcial.
- Esclerotomia posterior é uma abertura feita no vítreo através da esclera, como no caso de retina descolada ou na remoção de um corpo estranho.[26]
- Neurotomia óptica radial.
- Cirurgia de translocação macular.
  - Retinotomia de 360°.
  - Técnica de imbricação escleral.

## Cirurgia do músculo ocular

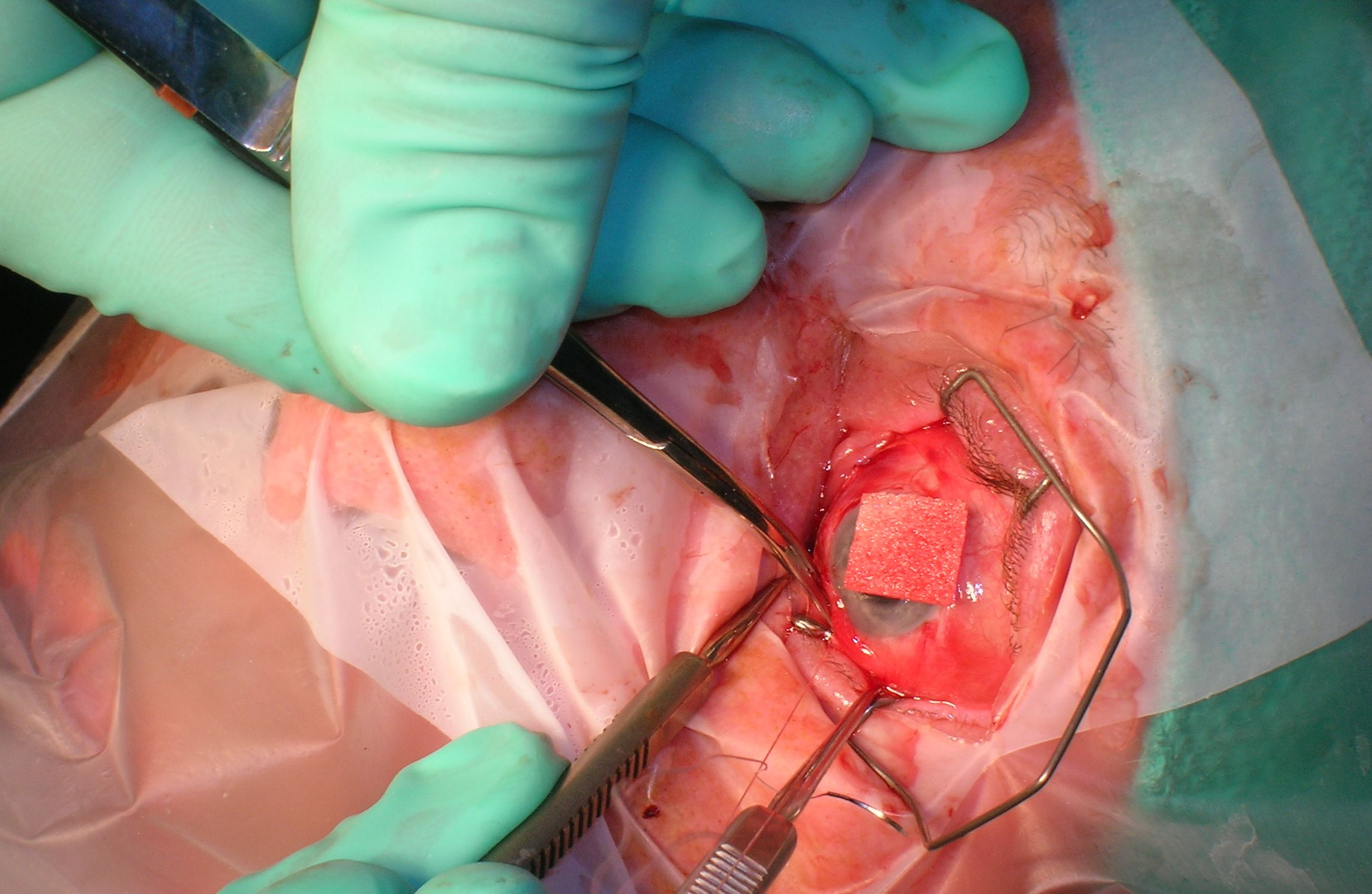
Isolamento do músculo reto inferior.

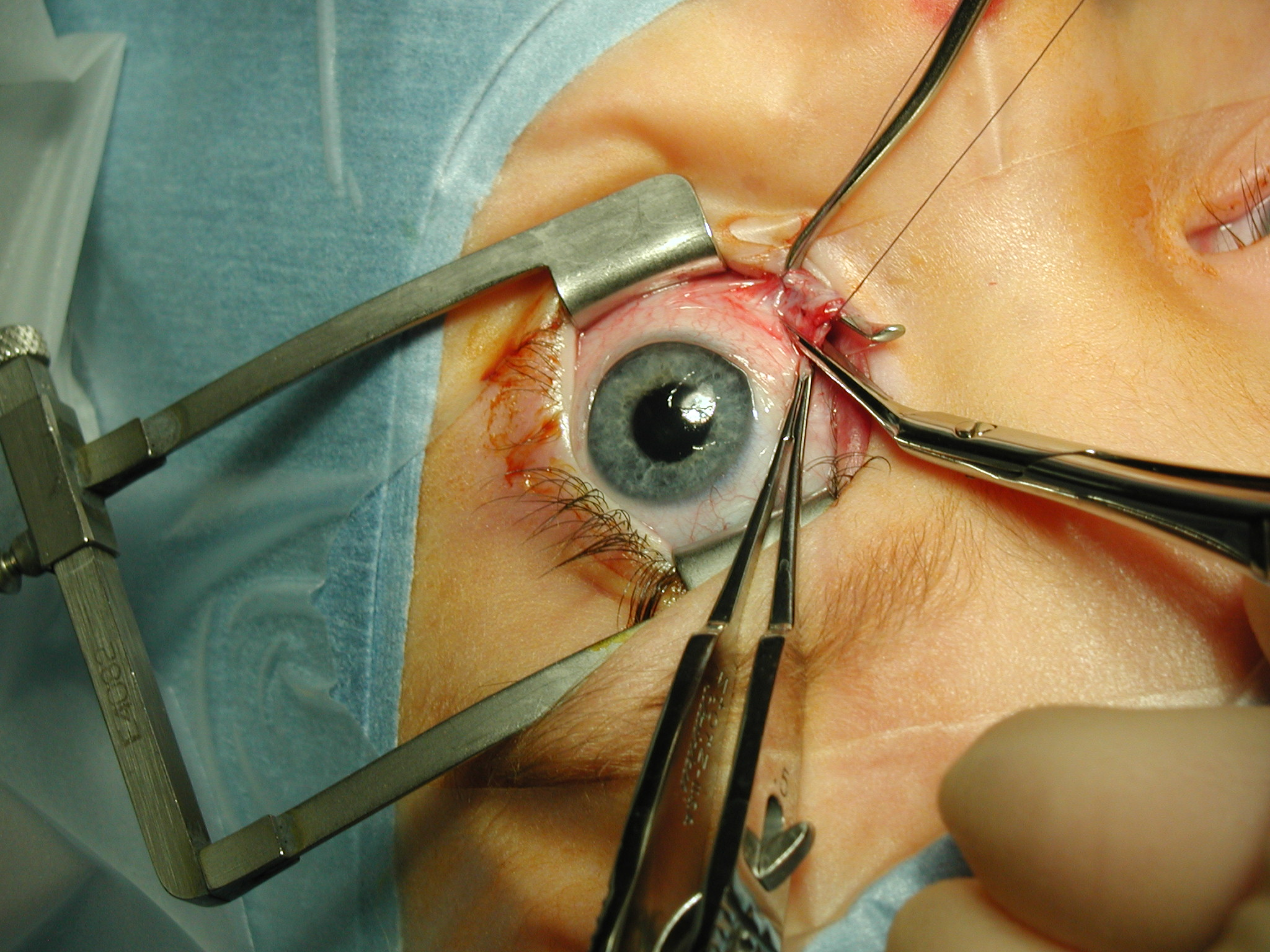
Desinserção do músculo reto medial, após a colocação da sutura de vicryl.

Com cerca de 1,2 milhão de procedimentos por ano, a cirurgia do músculo extraocular é a terceira cirurgia ocular mais comum nos Estados Unidos. 
- A cirurgia de músculos oculares geralmente corrige estrabismo e inclui:[27][28]
  - Procedimentos de afrouxamento ou enfraquecimento.
    - A recessão envolve o deslocamento da inserção de um músculo posteriormente em direção à sua origem.
    - Miectomia.
    - Miotomia.
    - Tenectomia.
    - Tenotomia.

  - Procedimentos de aperto ou fortalecimento.
    - Ressutura.
    - Dobramento.
    - Avanço é o movimento de um músculo ocular de sua posição original de fixação no bulbo ocular para uma posição mais avançada.

  - Procedimentos de transposição ou reposicionamento
  - A cirurgia de sutura ajustável é um método de reanexar um músculo extraocular por meio de uma sutura que pode ser encurtada ou alongada no primeiro dia pós-operatório, para obter um melhor alinhamento ocular.[29]

## Cirurgia Oculoplástica
A cirurgia oculoplástica, é a subespecialidade da oftalmologia que lida com a reconstrução do olho e das estruturas associadas. Cirurgiões oculoplásticos realizam procedimentos como reparo de pálpebras caídas (blefaroplastia), reparo de obstruções do canal lacrimal, reparo de fraturas orbitais, remoção de tumores nos olhos e ao redor deles, e procedimentos de rejuvenescimento facial, incluindo resurfacing a laser da pele, liftings dos olhos, liftings das sobrancelhas e até mesmo liftings faciais. Procedimentos comuns incluem:

### Cirurgia de pálpebras
- Blefaroplastia (levantamento das pálpebras) é uma cirurgia plástica das pálpebras para remover pele ou gordura subcutânea em excesso.[31] A blefaroplastia asiática, também conhecida como cirurgia de pálpebras duplas, é usada para criar uma dobra de pálpebra dupla para pacientes que têm uma dobra única (monólido).
- Reparo de ptose para pálpebra caída.
  - Reparo de ectrópio.[32]
- Reparo de entrópio.
- Ressecção cantal.
  - A cantectomia é a remoção cirúrgica do tecido na junção das pálpebras superior e inferior.[33]
  - Cantólise é a divisão cirúrgica do canto.[33]
  - Cantopexia.
  - A cantoplastia é a cirurgia plástica no canto.[33]
  - A cantorrafia é a sutura do canto externo para encurtar a fissura palpebral.[33]
  - A cantotomia é a divisão cirúrgica do canto, geralmente o canto externo.[33]
    - A canotomia lateral é a divisão cirúrgica do canto externo.
- Epicantoplastia.
- Tarsorrafia é um procedimento no qual as pálpebras são parcialmente costuradas juntas para estreitar a abertura (ou seja, fissura palpebral).

### Cirurgia Orbital
- Reconstrução orbital ou próteses oculares (olhos falsos).
- Descompressão orbital é usada para a doença de Graves, uma condição (geralmente associada a problemas de tireoide hiperativa) na qual os músculos oculares incham. Como a órbita ocular é óssea, o inchaço não pode ser acomodado e, como resultado, o olho é empurrado para uma posição protruída. Em alguns pacientes, isso é muito pronunciado. A descompressão orbital envolve a remoção de parte do osso da órbita ocular para abrir um ou mais seios e criar espaço para o tecido inchado, permitindo que o olho volte à posição normal.

### Outras cirurgias oculoplásticas
- Injeções de Botox.
- Microdermoabrasão Ultrapeel.
- Elevação endoscópica da testa e das sobrancelhas.
- Lifting facial (ritidectomia).
- Lipoaspiração do rosto e pescoço.
- Plástica de sobrancelhas.[34]

## Cirurgia Envolvendo o Aparelho Lacrimal
- Dacriocistorrinostomia ou dacriocistorinotomia é um procedimento para restaurar o fluxo de lágrimas para o nariz a partir do saco lacrimal quando o canal nasolacrimal não funciona.[33][35]
- Canaliculodacriocistostomia é uma correção cirúrgica para um canal lacrimal bloqueado congênito, no qual o segmento fechado é excisado e a extremidade aberta é unida ao saco lacrimal.[33][36]
- Canaliculotomia envolve a incisão do ponto lacrimal e do canalículo para o alívio da epífora.[33]
- A dacrioadenectomia é a remoção cirúrgica de uma glândula lacrimal.[33]
- A dacriocistectomia é a remoção cirúrgica de parte do saco lacrimal.[33]
- Dacriocistostomia é uma incisão no saco lacrimal, geralmente para promover a drenagem.[33]
- Dacriocistotomia é uma incisão no saco lacrimal.[33]

## Remoção do Olho
- Uma enucleação é a remoção do olho, deixando os músculos oculares e os conteúdos orbitais restantes intactos.[37]
- Uma evisceração é a remoção dos conteúdos do olho, deixando a concha escleral intacta. Geralmente realizada para reduzir a dor em um olho cego.[38]
- Uma exenteração é a remoção de todos os conteúdos orbitais, incluindo o olho, músculos extraoculares, gordura e tecidos conjuntivos; geralmente para tumores orbitais malignos.[39]

## Outras Cirurgias
Muitos desses procedimentos descritos são históricos e não são recomendados devido ao risco de complicações. Em particular, esses incluem operações realizadas no corpo ciliar na tentativa de controlar o glaucoma, uma vez que cirurgias mais seguras para o glaucoma foram inventadas, incluindo lasers, cirurgia não penetrante, cirurgia de filtração protegida e implantes de válvula de seton.
- A ciliorrafia é uma divisão cirúrgica da zona ciliar no tratamento do glaucoma.[33]
- A ciliectomia é a remoção cirúrgica de parte do corpo ciliar ou a remoção cirúrgica de parte de uma margem da pálpebra contendo as raízes dos cílios.[33]
- A ciliotomia é uma seção cirúrgica dos nervos ciliares.[33]
- A conjuntivoanastrostomia é uma abertura feita no fundo da conjuntiva inferior para o seio maxilar no tratamento da epífora.[33]
- A conjuctivoplastia é uma cirurgia plástica da conjuntiva.[33]
- A conjuntivorinostomia é uma correção cirúrgica da obstrução total de um canalículo lacrimal no qual o segmento fechado é excisado e a extremidade aberta é anastomosada ao saco lacrimal.[33]
- Uma corectomedialise, ou coretomediálise, é uma excisão de uma pequena porção da íris em sua junção com o corpo ciliar para formar uma pupila artificial.[33]
- Uma corectomia, ou coretomia, é qualquer operação de corte cirúrgico na íris na pupila.[33]
- Uma corelise é uma separação cirúrgica de aderências da íris à cápsula do cristalino ou córnea.[33]
- Uma coremorfose é a formação cirúrgica de uma pupila artificial.[33]
- Uma coreplastia, ou coreoplastia, é cirurgia plástica da íris, geralmente para formação de uma pupila artificial.[33]
- Uma coreoplasia, ou pupilotomia a laser, é qualquer procedimento que muda o tamanho ou forma da pupila.[38]
- Uma ciclectomia é a excisão de uma porção do corpo ciliar.[33]
- Uma ciclotomia, ou ciclotomia ciliar, é uma incisão cirúrgica no corpo ciliar, geralmente para alívio do glaucoma.[33]
- Uma cicloanemização é uma obliteração cirúrgica das artérias ciliares longas no tratamento do glaucoma.[33]
- Uma iridectomesodialise é a formação de uma pupila artificial pela descolagem e excisão de uma porção da íris em sua periferia.[33]
- Uma iridodialise, às vezes conhecida como coredialise, é uma separação ou arrancamento localizado da íris de sua fixação ao corpo ciliar.[33][38]
- Uma iridencleise, ou corencleise, é um procedimento cirúrgico para o glaucoma no qual uma porção da íris é incisada e encarcerada em uma incisão limbal.[33] (Subdividido em iridencleise basal e iridencleise total.[40])
- Uma iridésis é um procedimento cirúrgico no qual uma porção da íris é trazida através de uma incisão corneana e encarcerada para reposicionar a pupila.[33][41]
- Uma iridocorneoesclerectomia é a remoção cirúrgica de uma porção da íris, da córnea e da esclera.[33]
- Uma iridociclectomia é a remoção cirúrgica da íris e do corpo ciliar.[33]
- Uma iridocistectomia é a remoção cirúrgica de uma porção da íris para formar uma pupila artificial.[33]
- Uma iridosclerectomia é a remoção cirúrgica de uma porção da esclera e uma porção da íris na região do limbo para o tratamento do glaucoma.[33]
- Uma iridosclerotomia é a punção cirúrgica da esclera e da margem da íris para o tratamento do glaucoma.[33]
- Uma rinommectomia é a remoção cirúrgica de uma porção do cantus interno.[33]
- Uma trepanotrabeculectomia é usada no tratamento do glaucoma crônico de ângulo aberto e glaucoma crônico de ângulo fechado.[40]